# Paris–Roubaix 1969

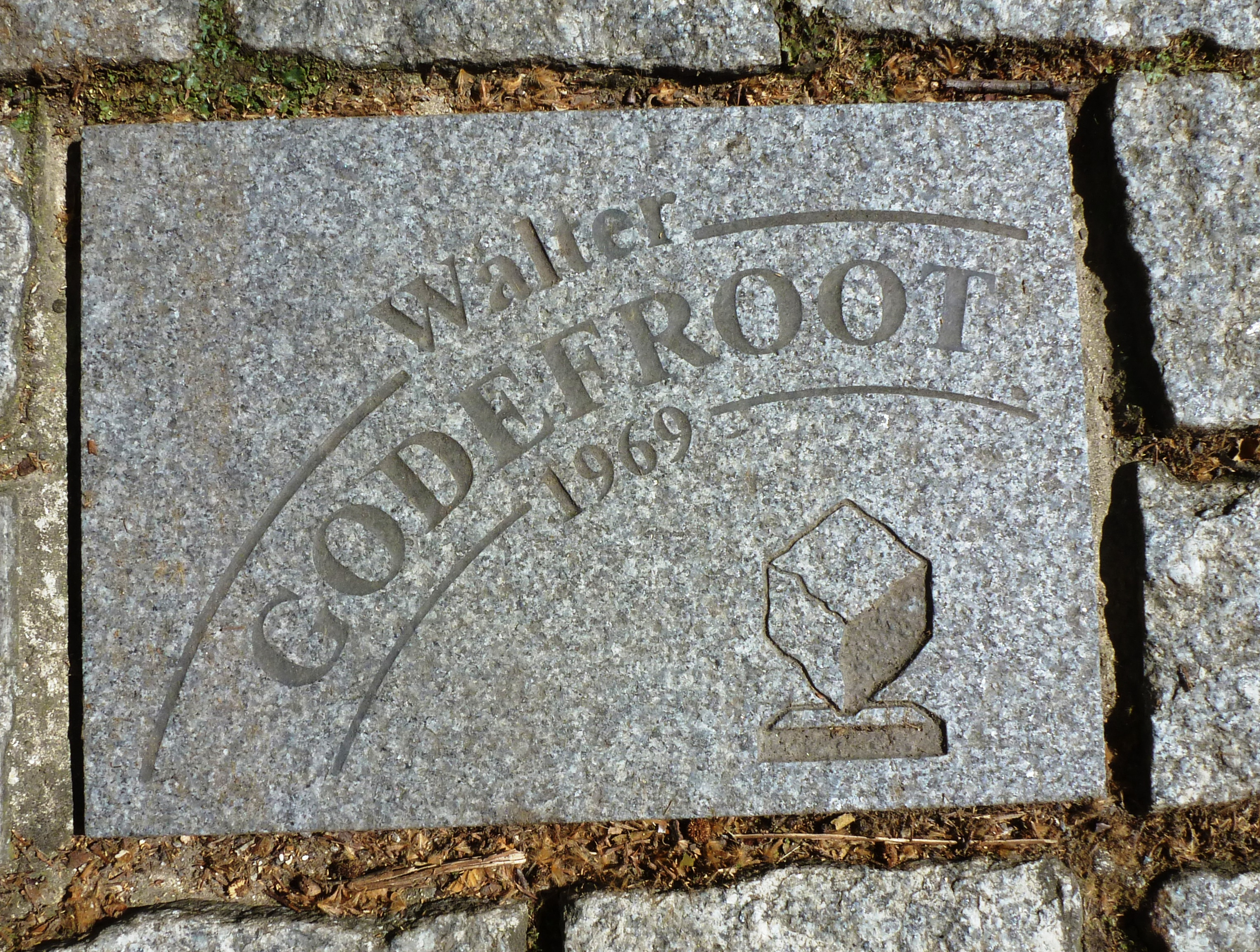
Pflasterstein zu Ehren des Siegers Walter Godefroot auf der Allée Charles Crupelandt in Roubaix

Das Eintagesrennen Paris–Roubaix 1969 war die 67. Austragung des Radsportklassikers und fand am Sonntag, den 13. April 1969, statt.
Das Rennen führte von Chantilly, rund 50 Kilometer nördlich von Paris, nach Roubaix, wo es im Vélodrome André-Pétrieux endete. Die gesamte Strecke war 264 Kilometer lang. Es starteten 154 Fahrer, von denen sich 35 platzieren konnten. Der Sieger Walter Godefroot absolvierte das Rennen mit einer Durchschnittsgeschwindigkeit von 39,00 km/h.
Nach dem Wald von Arenberg gab eine führende Gruppe von 28 Fahrern. 60 Kilometer vor dem Ziel riss Walter Godefroot aus und zog eine Gruppe von sieben Fahrern mit. Darunter befanden sich Eric Leman und drei weitere Fahrer der Mannschaft Flandria. Godefroot löste sich auch aus dieser Gruppe und fuhr allein zum Sieg. Leman konnte sich letztlich nicht platzieren. Rudi Altig belegte Platz 14 und Dieter Puschel wurde 29.